# Glaciergate
Glaciergate – nazwa dotycząca nieprawidłowości przy ocenie postępu topnienia lodowców w Himalajach oraz związanej z nimi procedury naukowej w IV Raporcie Międzyrządowego Zespołu do spraw Zmian Klimatu. Błędy zostały wskazane pod koniec 2009 roku.
J. Graham Cogley w raporcie II Grupy Roboczej, w rozdziale 10 z 2007 roku stwierdza, że data stopnienia lodowców w Himalajach była błędnie podana jako rok 2035 zamiast 2350, która wyliczona została w dokumencie opracowanym w ramach International Hydrological Programme pod auspicjami UNESCO z 1996 roku. Skrytykowane zostało także użycie danych, które nie były recenzowane w czasopismach naukowych. 20 stycznia 2010 organizacja IPCC wydała oficjalny komentarz potwierdzający, że w raporcie II Grupy Roboczej znajduje się paragraf, który jest oparty na mało wiarygodnych danych.
Rozdział był pisany przez 25 autorów pod kierunkiem Martina Parry'ego, który obecnie pracuje w Imperial College London oraz Osvaldo Canzianiego (argentyńskiego meteorologa). Autorami, którzy koordynowali pracę nad rozdziałem, byli Rex Victor Cruz, Hideo Harasawa, Murari Lal oraz Wu Shaohong.
Człon gate w nazwie glaciergate, jest nawiązaniem do afery Watergate, glacier to w języku angielskim lodowiec.